# Saint Martin (ö)
För andra betydelser, se Saint Martin (olika betydelser).

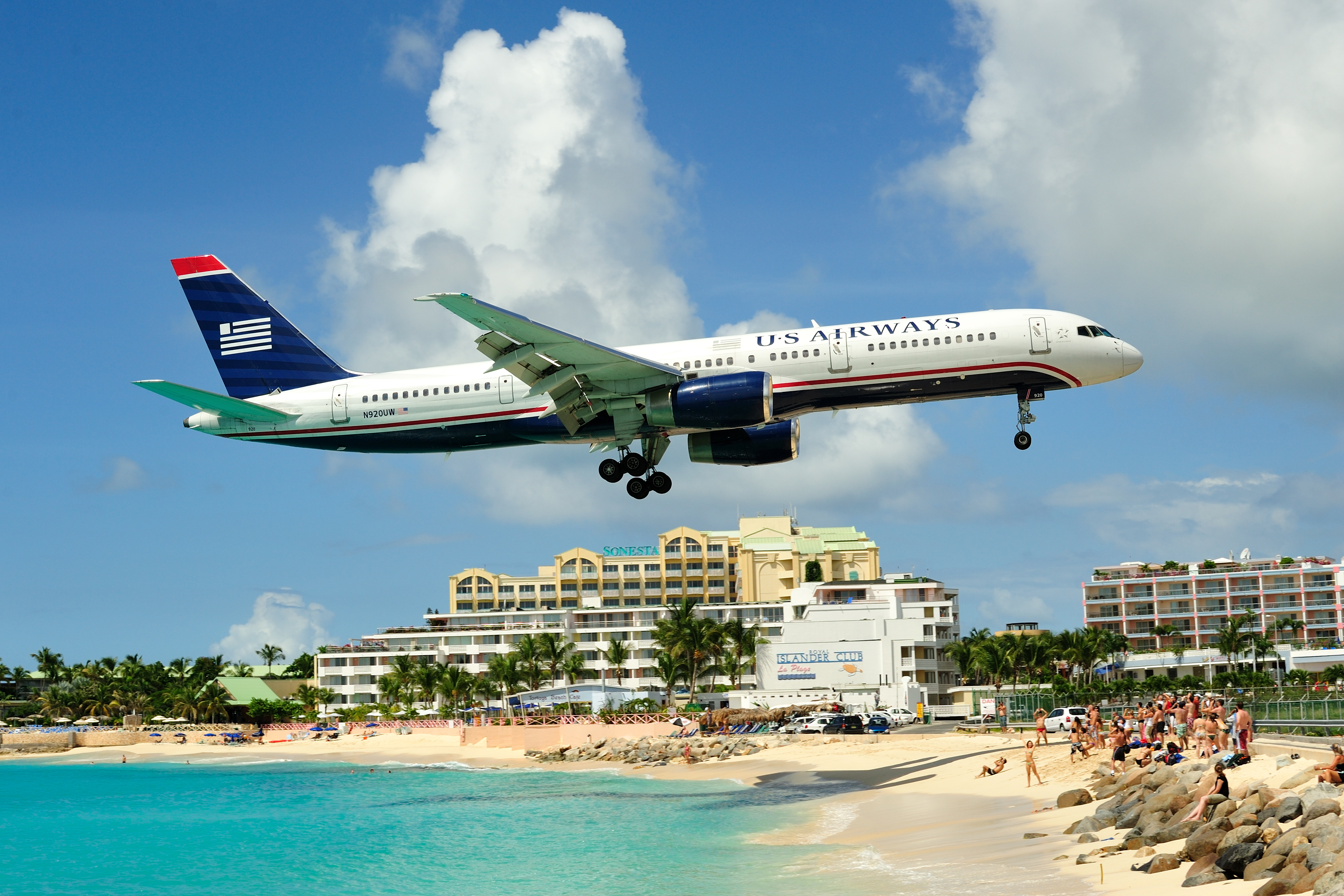
En Boeing 757 från US Airways under inflygning över Maho Beach.

Saint Martin (franska: Saint-Martin, nederländska: Sint Maarten) är en ö i nordöstra Karibien cirka 200 kilometer öster om Puerto Rico. Ön är sedan 1648 delad i en fransk och en nederländsk del. Öns totala yta är 87 kvadratkilometer, och den är därmed världens minsta befolkade territorium som är delat mellan två nationer.

## Ön Saint Martin
Ön är en av de ekonomiskt viktigaste i området bland annat tack vare den omfattande turismen.
Ön är också ett centrum för yachtingverksamheten i området. Detta har skapat ett tredje tätområde (utöver de två huvudorterna) i området kring Simpson Bay Lagoon. Denna lagun är skyddad av landmassor på alla sidor, och infarten sker genom en infart med fällbro på Airport Road. På senare år har det byggts flera marinor för båtar i alla storleksklasser, och det finns ett antal varv, båtmekaniker, båttillbehörsbutiker och segelloft i området kring lagunen.
Det är vanligen inte några gränskontroller vid öns landgräns. Ön är inte med i Schengensamarbetet, utan gränskontroll sker för all flyg och båttrafik. Det finns en internationell flygplats på den nederländska sidan, Princess Juliana International Airport, med direkttrafik till Europa flera dagar i veckan och till USA flera gånger per dag. Den korta landningsbanan och dess läge mellan stranden Maho Beach och ett berg ger mycket spektakulära inflygningar över stranden eftersom de går på mycket låg höjd, bara några meter ovanför stranden. Det finns en liten flygplats på den franska sidan med bara kortdistansflyg.
Sedan juni 2017 råder fri roaming för mobiltelefoni och mobilt bredband med EU-abonnemang i öns franska del (del av EU), men inte i den nederländska delen som inte är en del av EU. Telefonsamtal mellan delarna räknas som utlandssamtal.
Ön och dess bebyggelse blev till stor del förstörd av orkanen Irma i september 2017.

## Saint-Martin, Frankrike
Från 1963 bildade Saint Martin tillsammans med grannön Saint-Barthélemy ett arrondissement i departementet Guadeloupe, och var därmed en del av Europeiska gemenskaperna och sedermera Europeiska unionen. Sedan 2007 är Saint Martin, "Collectivité de Saint Martin", ett fristående utomeuropeiskt förvaltningsområde (Collectivité d’outre-mer) och har i den egenskapen visst självstyre. Territoriet ingår dock fortfarande i EU.
- Huvudort: Marigot
- Yta: 53 km²
- Befolkning: 36 824 invånare (2009) (ca 700 inv./km²)
- Språk: engelska och franska
- Valuta: Euro

## Sint Maarten, Nederländerna

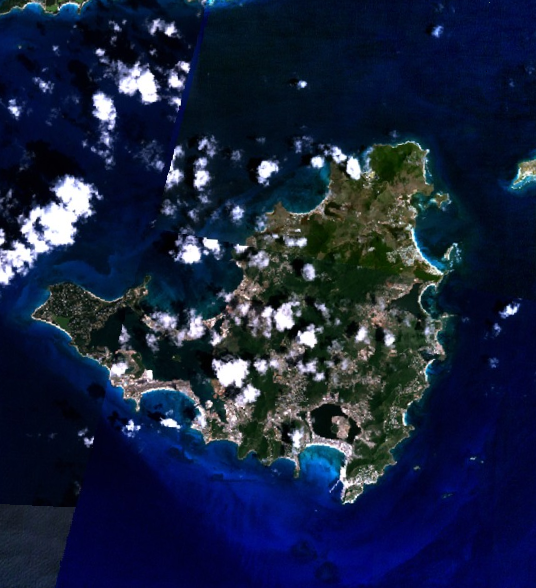
Satellitbild över Saint Martin

Sint Maarten är ett eget land och en av de fyra konstituerande delarna av Kungariket Nederländerna. Sint Maarten har därmed långtgående självstyre och är formellt inte en del av landet Nederländerna och inte heller EU.
- Huvudort: Philipsburg
- Yta: 34 km²
- Befolkning: 40 917 invånare (2009) (ca 1200 inv./km²)
- Språk: nederländska och engelska
- Valuta: Antillergulden

## Historia
Enligt legenden ska Christoffer Columbus ha upptäckt ön 11 november 1493, helgondagen för Martin av Tours och därför ska ön ha fått namnet San Martin. Den 23 mars 1648 beslutade Frankrike och Nederländerna att dela ön mellan sig.